# Sam Baker (Schauspieler)
Samuel D. Baker (* 7. Mai 1907 in Taylor, Indiana; † 8. Mai 1982 in Abilene (Kansas), Kansas, USA) war ein US-amerikanischer Schauspieler.
Sam Baker spielte vor allem in den 1920er und 1930er Jahren mit Größen wie Rudolph Valentino, Ramón Novarro, Harold Lloyd and Charlie Chaplin.
Seinen ersten Auftritt auf der Leinwand hatte er als der Schwertkämpfer in Raoul Walshs Der Dieb von Bagdad (1924) nach einem Drehbuch von Douglas Fairbanks sr.
Seine bekanntesten Rollen waren der „Missing Link“ im gleichnamigen Stummfilm The Missing Link (1927), in dem er ein Wesen, das die Lücke zwischen Mensch und Affe füllt, so beeindruckend spielte, dass er in der Folge auf diese Rolle in frühen Dschungelfilmen festgelegt war, außerdem spielte er den „Hugo“ in Sherman S. Krellbergs berüchtigtem Serial The Lost City (1935) und den Eingeborenen Queequeg in The Sea Beast (1926).
Mit Beginn der Tonfilmära spielte er in einer vertonten Neuverfilmung des Stummfilms Die Insel der verlorenen Schiffe (The Isle of Lost Ships) 1929 erneut einen Eingeborenen.

## Filmografie
- 1924: Der Dieb von Bagdad (The Thief of Bagdad)
- 1926 The Sea Beast
- 1926 The Road to Mandalay
- 1927 The Missing Link
- 1929 The Far Call
- 1929: Die Insel der verlorenen Schiffe (The Isle of Lost Ships)
- 1931 Women of All Nations
- 1932 Das Dschungelgeheimnis (Jungle Mystery, Serial)
- 1933 Abenteuer in zwei Erdteilen (King of the Jungle)
- 1934 Drums O’ Voodoo
- 1935 Under Pressure
- 1935 The Lost City (Serial)
- 1935 Die Elenden (Les Misérables)
- 1935 Public Hero ﹟1
- 1935 Mit Volldampf voraus (Steamboat Round the Bend)